# Columbus Open 1983
Il Columbus Open 1983 è stato un torneo di tennis giocato sul cemento. È stata la 13ª edizione del Columbus Open, che fa parte del Volvo Grand Prix 1983. Si è giocato a Columbus negli USA, dall'1 al 7 agosto 1983.

## Campioni

### Singolare
Brian Teacher ha battuto in finale  Bill Scanlon con il punteggio di 7–6, 6–4

### Doppio
Scott Davis /  Brian Teacher hanno battuto in finale  Vijay Amritraj /  John Fitzgerald con il punteggio di 6–1, 4–6, 7–6